# Klibbig rosenstav
Klibbig rosenstav (Liatris glandulosa) är en art i familjen korgblommiga växter från Texas i USA.
- Wikimedia Commons har media som rör Klibbig rosenstav.